# Heinrich Becker (Politiker, 1883)
Heinrich Becker, auch Heinz Becker (* 7. November 1883 in Esens; † 10. April 1935 in Münster) war ein deutscher Politiker und Kreisleiter der NSDAP.

## Leben
Heinrich Becker wurde als Sohn des Johann Heinrich Becker (Bahnmeisteraspirant) geboren und war nach seiner Schul- und Berufsausbildung zunächst als Reichskolonialamtssekretär in Togo tätig, bis er 1919 nach Coesfeld kam und hier einen Gastronomiebetrieb einheiratete. Zum 1. Februar 1931 trat er der NSDAP bei (Mitgliedsnummer 433.569) und gründete die NSDAP-Ortsgruppe Coesfeld am 7. März 1931 im Bahnhofshotel Coesfeld (Parteilokal). 1933 wurde er Ortsgruppenleiter in Coesfeld, bis Anfang 1934 war er zudem Kreisleiter. Darüber hinaus war er seit 1933 Mitglied im Kreisausschuss und Kreisverwaltungsgericht des Landkreises Coesfeld. Am 5. April 1933 wurde er Beigeordneter der Stadt Coesfeld (unbesoldet). In diesem Jahr war er auch Kandidat für die Wahlen zum Preußischen Landtag. Becker war Vorstandsvorsitzender des Coesfelder Spar- und Darlehnskassen-Vereins, Vorsitzender des Kreis-Mittelstandsverbandes Coesfeld e. V. sowie Verwalter der Wirtschaftsgruppe des Gaststätten- und Beherbergungsgewerbes.

## Familie
Heinz Becker war mit der Witwe Maria Bertling geb. Mey verheiratet. Sie war die Tochter des Besitzers des Bahnhofshotels in Coesfeld. Die fünf Kinder aus der ersten Ehe seiner Frau adoptierte er und hatte mit ihr noch ein gemeinsames Kind.